# قصة غنجي (فلم)
قصة غنجي (باليابانية: 源氏物語) هو فيلم دراما ياباني من إخراج كوزابورو يوشيمورا وإنتاج عام 1951. تستند أحداثه على الرواية التي تحمل نفس الاسم العائدة للقرن الحادي عشر.

## طاقم العمل
- كازو هاسيغاوا بدور هيكارو غنجي
- ميتشيو كوغوره بدور فوجيتسوبو
- ماتشيكو كيو بدور أواجي نو يي
- نوبوكو أوتووا بدور موراساكي نو يي
- ميتسوكو ميتو بدور أووي نو يي
- يوجي هوري بدور يوشيناري
- دينجيرو أوكوتشي بدور تاكوما نيودو
- تشيكو سوما بدور كيريتسوبو
- يوميكو هاسيغاوا بدور أوبوروزوكيو نو كيمي
- تشيكو هيغاشياما بدور كوبيدن
- أوسامو تاكيزاوا بدور كيريتسوبو غومون
- كينتارو هونما بدور كاشيرا
- يوريكو هانابوسا بدور أم كيريتسوبو
- هيساكو تاكيهانا بدور الراهبة
- تايجي تونوياما بدور القسيس

## الإصدار
صدر فيلم "قصة غنجي" في اليابان بتاريخ 2 نوفمبر عام 1951. كذلك عرض في الدورة الخامسة من مهرجان كان السينمائي عام 1952.

## الإرث
عرض الفيلم في فعالية بلندن من تنظيم معهد الفيلم البريطاني ومؤسسة اليابان في عام 2012، وذلك في إحياء لذكرى الكاتب كانيتو شيندو والمخرج كوزابورو يوشيمورا.

## وصلات خارجية
- قصة غنجي  في قاعدة بيانات الأفلام على الإنترنت (بالإنجليزية)